# サーベイヤー1号
サーベイヤー1号（Surveyor 1）はサーベイヤー計画でNASAが製作した月面着陸型の観測機。この月軟着陸は将来の有人月着陸計画であるアポロ計画のために必要とされる月表面のデータ集積が目的であった。サーベイヤー1号は嵐の大洋への軟着陸に成功し、他の天体に軟着陸したアメリカ初の宇宙探査機となった。これはNASAの地球以外の天体への軟着陸としては初めての試みであり、ソビエト連邦のルナ9号の月面着陸からちょうど4ヵ月後であった。
1966年5月30日に、ケープ・カナベラル空軍基地から打ち上げられ、1966年6月2日に月面着陸した。その後テレビカメラと高性能ラジオテレメトリ装置を使って11,237枚に及ぶ月面の写真を地上に送信した。
サーベイヤー計画はジェット推進研究所が運営したが、サーベイヤー宇宙機全体を設計・製造したのはヒューズ・エアクラフトである。

## ミッションの過程

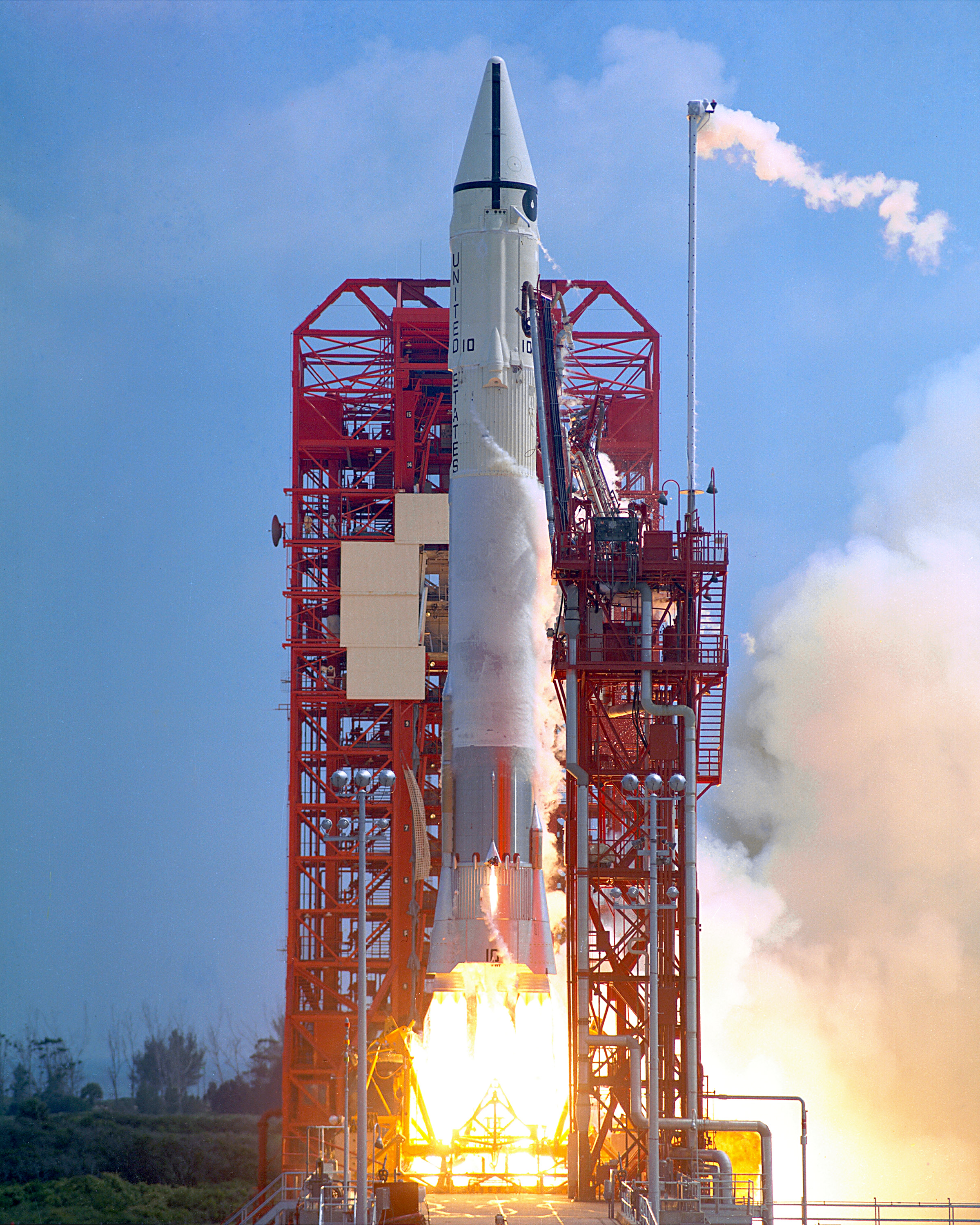
サーベイヤー1号の打ち上げ

サーベイヤー計画の宇宙探査機はアメリカの宇宙機による月面への最初の軟着陸の実行のために設計された。明確に科学実験用とされる計器装置はまったく積まれていなかったが、搭載されたテレビカメラやその他の装置によってかなりの科学情報が収集されており、これらのデータは1966年から1967年にかけてディープスペースネットワークを介して地球に送られた。宇宙機は2台のTVカメラを積んでおり、一台は接近用で、もう一台が月面の静止画を撮影した。100を超えるエンジニアリングセンサーが搭載されていた。TVシステムは撮影した宇宙機の着地脚や周辺の月の地形、表面の物体などの画像を送信した。また、レーダー反射率のデータ、月面の対力構造強度、月の表面温度解析に使うための温度などの情報を取得した。後のサーベイヤー3号からは月の土壌の組成と機械的特性を測定する科学装置が積まれている。
サーベイヤー1号は1966年5月30日に打ち上げられ、月遷移軌道に直接投入された。逆噴射は月面から3.4mの高度で切られ、この高度からサーベイヤー1号は自由落下し、1966年6月2日に月面の嵐の大洋へ着陸した。位置は月面座標南緯2.47度、西経43.34度だった。
宇宙飛行の期間はおおよそ63時間と30分で、サーベイヤー1号の打ち上げ重量は995.2kgで、着陸重量は制御用燃料、電波高度計、液体逆噴射ロケットが投棄されたことでおおよそ294.3kgであった。
サーベイヤー1号は着陸後、少しの後に月からのビデオデータを送信をはじめ、6月14日から7月7日までの長い夜の間を除いて1966年の7月14日までデータを送信した。月は常に地球に同じ面を向けているために、サーベイヤーの電波を"可視"に持ち込むには地球の自転を考慮して1日に1度基地局を変えるだけでよかったが、サーベイヤー1号自身は太陽光発電であり、月が夜の2週間は何かを行うための電力がなかった。熱などの工学情報の受信は月の夜の間の中断があったものの1967年1月7日まで続けられた。

## 科学装置

### テレビ装置
テレビカメラはビジコン管、25mmと100mm焦点距離レンズ、シャッター、幾つかの光学フィルター、虹彩システムからなり、中心軸からおおよそ16度傾斜した軸に乗っていた。カメラは角度と高さが動かせる鏡の下にあり、この配置によって隣接重複画像を立体画像ペアとなるように仮想立体画像ペアが作成でき、三次元画像として表示することができた。このステレオ機能はさまざまな月面特徴のうちいくらかを写真測量によって測定することを可能にした。テレビカメラの運用は地球からの適当なラジオ指令の受信によって行われた。ひとこまひとこまの月面画像は360度以上の方向で得られ、平面法線から+40度から、カメラの軸、-65度の範囲まで撮影できた。
カメラには600走査線と200走査線の2モードが使われており、200走査線モードでは最初の14枚の写真を1フレーム61.8秒でスキャンし無指向性アンテナを通して送信した。残りの送信は600走査線画像で、指向性アンテナを介して、1フレーム3.6秒でスキャンした。200走査線の写真はビデオ送信を完了するために20秒を必要とし、1.2kHzの帯域幅を利用していた。600走査線の画像はビジコン管から読みとるのに一分を必要とし、220kHzの帯域幅を必要とした。データ送信は一般的なテレビ放送や閉鎖回路テレビの両方と同じテレビ信号に転換された。テレビ画像は地球の高持続蛍光体に被せられた低速スキャンモニターに表示された。持続性は名目最大フレームレートに最も合うように選ばれた。TV識別のフレームはそれぞれの受信TVフレームごとに受信され、受信画像と共にレート対応でリアルタイムで表示された。データは磁気ビデオテープに記録された。
1966年6月14日の月での日没までに10,000枚を超える画像が撮影された。これらの画像には広角、狭角パノラマ、焦点照準調査、測光調査、特定地域調査、天体などさまざまな写真があった。サーベイヤー1号は7月7日にもカメラ起動の指令に反応し、7月14日までに1000枚近い画像を送信している。

### ひずみゲージ
ひずみゲージはそれぞれの足の振動吸収装置の上にあり、着陸の際のピーク軸力を記録することができた。最大800kgfに耐えられるように設計されていた。

## 画像
- ルナー・リコネッサンス・オービタによるサーベイヤー1号の写真
- 月面に移ったサーベイヤー1号の影